# Илинденски лист (1934)
Вижте пояснителната страница за други значения на Илинденски лист.
„Илинденски лист“ (изписване до 1945 година: „Илинденски листъ“) е български вестник, излязъл в София, България на Илинден, 2 август 1934 година.
Редактор е Д. Костов. Печатан е в печатница „Независимост“ в 5000 тираж. Цената му е 2 лева. Посветен е годишнината от Илинденско-Преображенското въстание.